# Skigebiet Małe Ciche

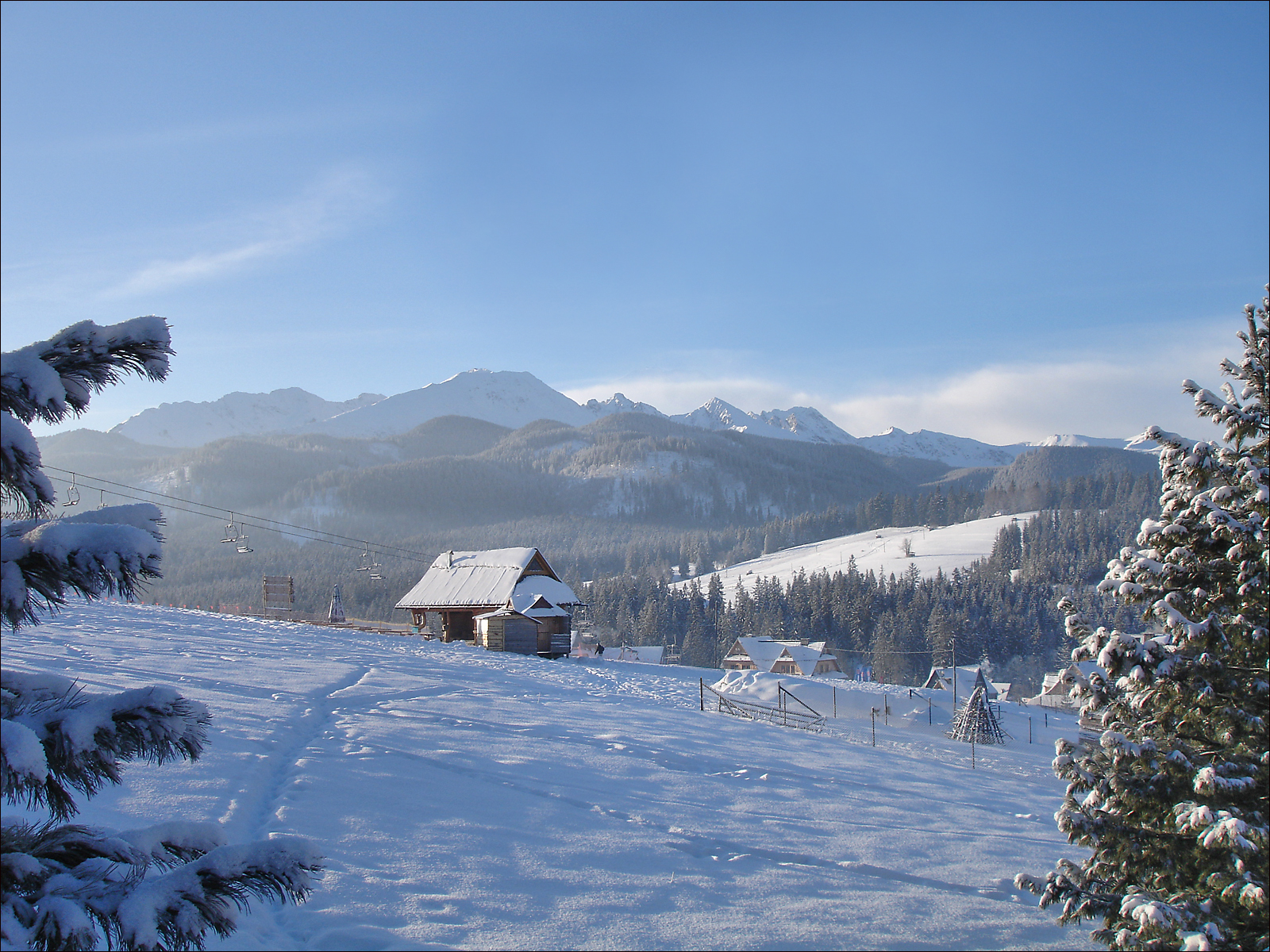
Skigebiet

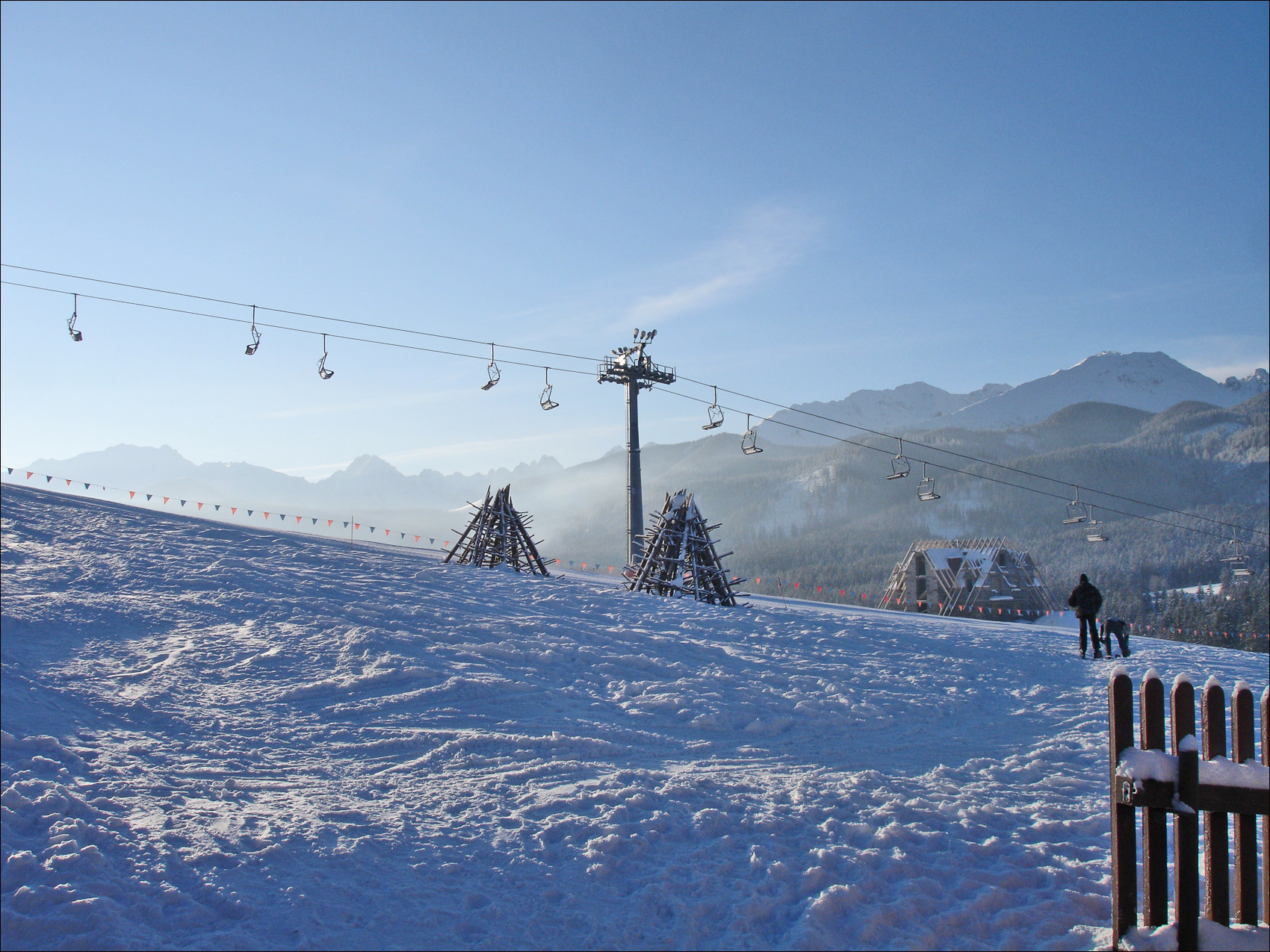
Skigebiet

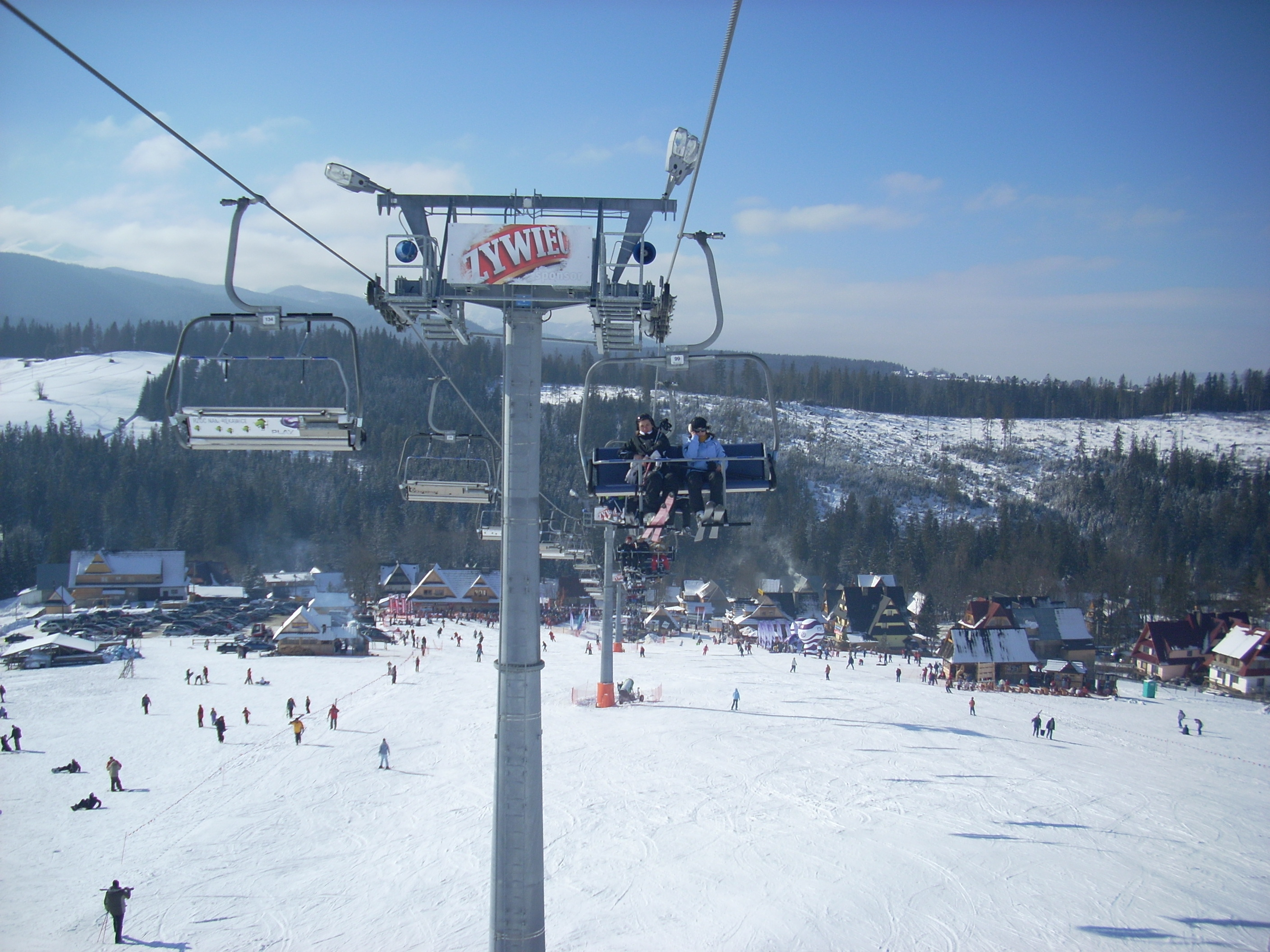
Skilift

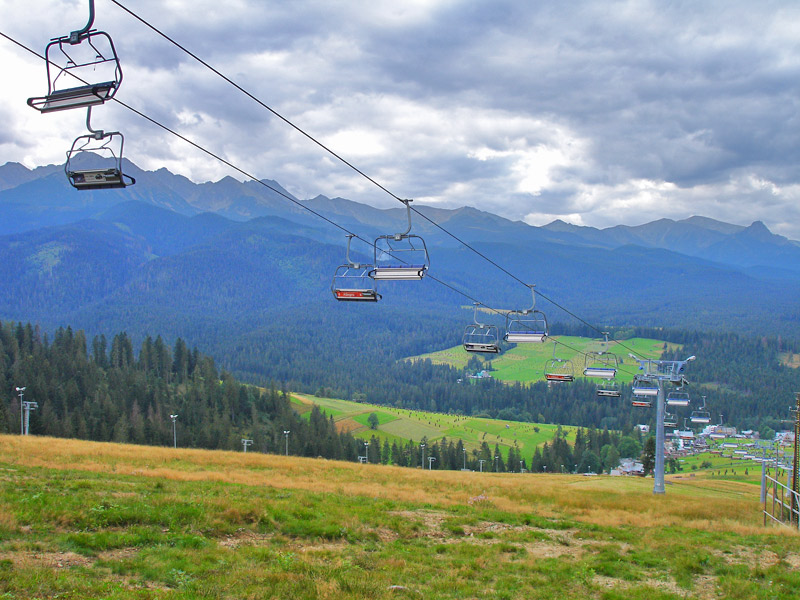
Skilift im Sommer

Das Skigebiet Małe Ciche liegt auf dem Gipfel und den Westhängen der Wierch Zgorzelisko und Wierchporoniec in dem polnischen Gebirgszug Pogórze Spisko-Gubałowskie im Ort Małe Ciche auf dem Gemeindegebiet von Poronin im Powiat Tatrzański in der Woiwodschaft Kleinpolen. Es befindet sich unmittelbar an der Grenze zum Tatra-Nationalpark am Fuße der Hohen Tatra. Unmittelbar südlich vom Skigebiet verläuft die Panoramastraße Oswald-Balzer-Weg. Das Skigebiet wird von dem Unternehmen A. Bielawa Sport Sp. z o.o. betrieben.

## Lage
Das Skigebiet befindet sich auf einer Höhe von 866 m ü.N.N. bis 1086 m ü.N.N. Der Höhenunterschied der Pisten beträgt ca. 220 m. Es gibt fünf blaue Pisten. Die Gesamtlänge der Pisten umfasst ca. 3 km, wobei die längste Piste 1,3 km lang ist.

## Geschichte
Das Skigebiet wurde 2005 angelegt. Die Skilifte wurden 2005 und 2013 errichtet.

## Beschreibung

### Skilifte
Im Skigebiet gibt es zwei Sessellifte und drei Tellerlifte. Insgesamt können bis zu 6600 Personen pro Stunde befördert werden.

#### Skilifte Polana Szymoszkowa
Die zwei Skilifte führen von Małe Ciche bis knapp unter den Bergrücken des Wierch Zgorzelisko. Ihre Längen betragen ca. 1250 m sowie 750 m.
| Name                        | Art        | Hersteller                  | Breite Personen | Länge (m) | Zeit (min) | Höhenunterschied (m) | Personen pro Stunde | Obere Station    | Obere Station | Untere Station | Untere Station | Vmax (m/s) |
| Name                        | Art        | Hersteller                  | Breite Personen | Länge (m) | Zeit (min) | Höhenunterschied (m) | Personen pro Stunde | Ort              | Höhe (m üNN)  | Ort            | Höhe (m üNN)   | Vmax (m/s) |
| --------------------------- | ---------- | --------------------------- | --------------- | --------- | ---------- | -------------------- | ------------------- | ---------------- | ------------- | -------------- | -------------- | ---------- |
| Zgorzelisko-Express         | Sessellift | Doppelmayr/Garaventa-Gruppe | 4               | 1250      | 4          | 220                  | 2200                | Unter dem Gipfel | 1086          | Untere Station | 866            |            |
| Małe Cich                   | Sessellift |                             | 4               | 750       | 5          | 120                  | 2200                | Mittlere Station | 986           | Untere Station | 866            |            |
| Duży                        | Tellerlift |                             | 1               | 500       | 3          | 100                  | 900                 | Mittlere Station | 966           | Untere Station | 866            |            |
| Babylift Dyzio              | Tellerlift |                             | 1               | 100       | 1          | 17                   | 500                 | Mittlere Station | 883           | Untere Station | 866            |            |
| Babylift Polana Zgorzelisko | Tellerlift |                             | 1               | 210       | 1          | 28                   | 800                 | Mittlere Station | 894           | Untere Station | 866            |            |

### Skipisten
Von dem Wierch Zgorzelisko führen fünf Skipisten ins Tal.
| Name | Schwierigkeit | Start            | Start        | Ziel           | Ziel         | Länge (m) | Höhenunterschied (m) | Neigung (%) | Licht | Kunstschnee | FIS    | FIS | Anmerkungen |
| Name | Schwierigkeit | Name             | Höhe (m üNN) | Name           | Höhe (m üNN) | Länge (m) | Höhenunterschied (m) | Neigung (%) | Licht | Kunstschnee | Nummer | bis | Anmerkungen |
| ---- | ------------- | ---------------- | ------------ | -------------- | ------------ | --------- | -------------------- | ----------- | ----- | ----------- | ------ | --- | ----------- |
| 1    | Blau          | Obere Station    | 1086         | Untere Station | 866          | 1300      | 220                  | 17          | ja    | ja          |        |     |             |
| 2    | Blau          | Mittlere Station | 986          | Untere Station | 866          | 800       | 120                  | 15          | ja    | ja          |        |     |             |
| 3    | Blau          | Mittlere Station | 966          | Untere Station | 866          | 550       | 100                  | 18          | ja    | ja          |        |     |             |
| 4    | Blau          | Mittlere Station | 883          | Untere Station | 866          | 100       | 17                   | 17          | ja    | ja          |        |     |             |
| 5    | Blau          | Mittlere Station | 894          | Untere Station | 866          | 220       | 28                   | 13          | ja    | ja          |        |     |             |

## Infrastruktur
Das Skigebiet liegt ca. 7 km östlich des Zentrums von Zakopane und ist mit dem Pkw erreichbar. An der unteren und oberen Station gibt es Parkplätze und an der oberen Station das Hotel Tatry. Im Skigebiet sind eine Skischule sowie ein Skiverleih tätig. Die Bergwacht GOPR hat eine Außenstelle im Skigebiet. Zum Skigebiet gehören auch mehrere Restaurants.